# Краснохвостая мартышка
Мартышка Шмидта, или красно́хвостая марты́шка, или чернощекая белоносая мартышка (лат. Cercopithecus ascanius) — один из видов мартышек.

## Ареал
Ареал — леса Центральной Африки от Центральноафриканской республики на восток до Кении и на юг до Анголы и Замбии. Населяют средние ярусы тропических влажных лесов, болотные леса, речные галерейные леса, другие лесистые местности на высотах до 2000 м над уровнем моря. Наиболее многочисленны популяции, проживающие в Уганде. Также обитают и встречаются в Камеруне, Демократической Республике Конго, Республике Конго, Руанде, Южном Судане, Танзании и Уганде.

## Описание вида
Мелкий примат. Самки в среднем весят 2,9 кг, самцы — 4,1 кг. Средняя длина самок 38 см, самцов 46 см. Отличительными внешними признаками являются чёрная лицевая область, голубая кожа вокруг глаз, белое пятно на носу, белый мех на щеках. Нижняя часть хвоста имеет красно-коричневый окрас. Детёныши при рождении серого цвета.
Размножаются круглый год. Самка рождает одного детеныша в год, беременность длится 6 месяцев. Половозрелыми самки становятся в 4—5 лет, самцы — в 6 лет. Характерны полигиния и промискуитет: самец спаривается со всеми самками стада.

## Подвиды
- Cercopithecus ascanius schmidti (мартышка Шмидта) — наиболее широко распространенный из пяти подвидов.
- Cercopithecus ascanius ascanius — Ангола, Демократическая Республика Конго, юг Конго.
- Cercopithecus ascanius atrinasus — ареал ограничивается непосредственной близостью к местности Зово, на плато Лунда (Ангола) на высоте около 850 м над уровнем моря.
- Cercopithecus ascanius katangae — южный подвид, присутствует в основном в южной части Демократической Республики Конго и Анголы, между реками Касаи и Луалаба на высоте 500—1300 м над уровнем моря
- Cercopithecus ascanius whitesidei — обитает в Демократической Республике Конго, где ареал тяготеет главным образом к югу и востоку от реки Конго и на западе от Ломами.